# بوليرو (رقصة)

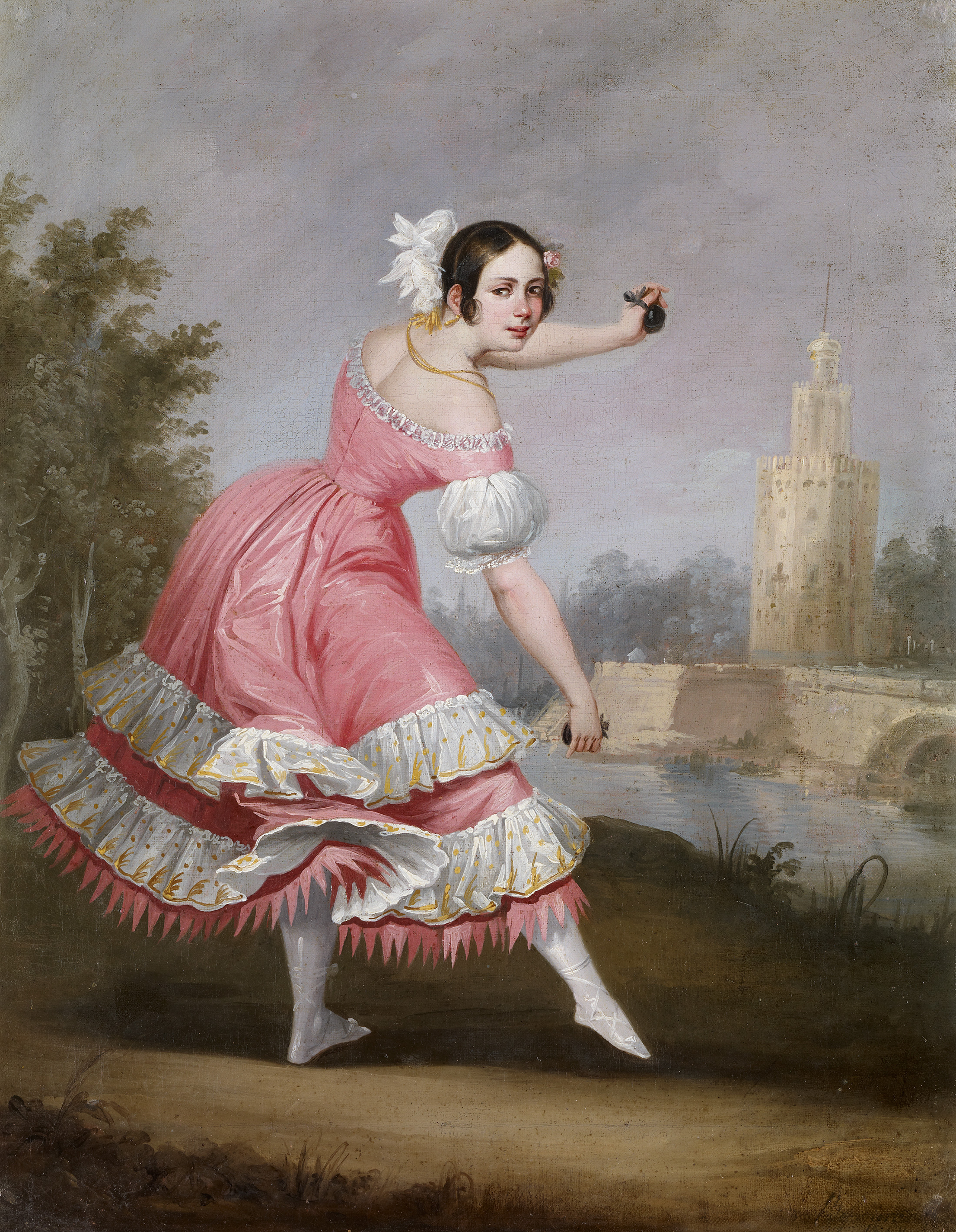
رقصة بوليرو الاسبانيه

بوليرو، رقصة إسبانيا القومية. أدخلها في عام 1780 «سباستيان زريزو أو كريزو».
وهي رقصة مراكشية الأصل تشبه الفاندانغو، تقع من نوبتين إلى أربع، أو من ثلاث نوبات إلى أربع، لراقص واحد أو إثنين وتصحبها الصناجات والقيثارة وأصوات الراقصين. تجري موسيقى رافيل المسماة «بوليرو» علي هذا الإيقاع.